# 13ns Premis del Cinema Europeu
Els 13ns Premis del Cinema Europeu, presentats per l'Acadèmia del Cinema Europeu, van reconèixer l'excel·lència del cinema europeu. La cerimònia va tenir lloc el 2 de desembre de 2000 al Théâtre national de Chaillot de París. Els dos presentadors de la cerimònia foren l'actor anglès Rupert Everett i Antoine de Caunes, artista francès polifacètic que ha impartit conferències en nombroses gales de premis César.

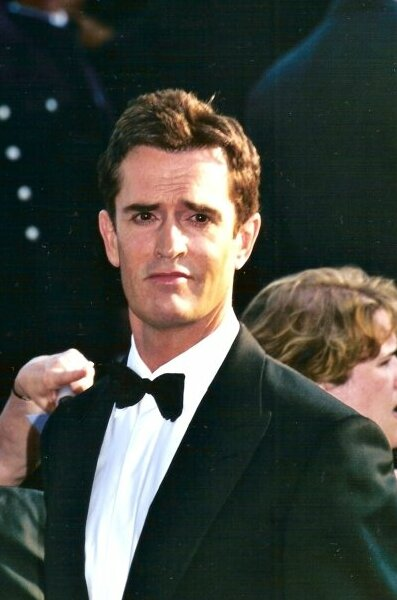
Rupert Everett, presentador de l'edició

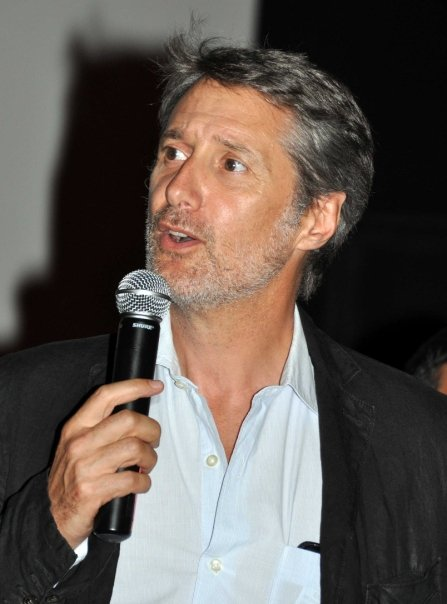
Antoine de Caunes, l'altre presentador

Quaranta llargmetratges van ser seleccionats per a la competició pel premi cinematogràfic. No hi va haver un nombre excepcionalment elevat de nominacions. La francesa Harry, un amic que us estima, la britànica Billy Elliot i la italiana Pane e tulipani van rebre tres nominacions cadascuna, mentre que la danesa Dancer in the Dark i la francesa i El gust dels altres van rebre dues nominacions cadascuna. Pel que fa a la participació espanyola, La lengua de las mariposas i Goya en Burdeos optaven al premi a la millor pel·lícula, mentre que Calle 54 optava al millor documental, Rafael Azcona al millor actor i l'actor català Sergi López i Ayats al premi al millor actor.
La triomfadora de la nit fou Dancer in the Dark, que va guanyar el premi a la millor pel·lícula i al a millor actriu (Björk). Pedro Almodóvar va entregar el premi a la millor pel·lícula. Sergi López i Ayats va guanyar el premi al millor actor i Vittorio Storaro a la millor fotografia (per Goya en Burdeos) El premi a la trajectòria fou atorgat a Richard Harris i el premi a la millor aportació al cinema mundial fou per l'actor francoespanyol Jean Reno i l'italià Roberto Benigni.

## Pel·lícules seleccionades
1. Otsdashvidi dakarguli kotsna dirigida per Nana Jorjadze
2. Anatomia - director: Stefan Ruzowitzky
3. Barak - director: Valeri Ogorodnikov
4. Beau Travail - director: Claire Denis
5. Billy Elliot dirigit per Stephen Daldry
6. Canone inverso - Making Love - director: Ricky Tognazzi
7. Capitães de Abril - dirigida per Maria de Medeiros
8. Chicken Run: Evasió a la granja dirigida per Peter Lord i Nick Park
9. Code inconnu - director: Michael Haneke
10. Come te nessuno mai - director: Gabriele Muccino
11. Crazy - director: Hans-Christian Schmid
12. Dancer in the Dark - director: Lars von Trier
13. Die Stille nach dem Schuß - director: Volker Schlöndorff
14. Die Unberührbare - director: Oskar Roehler
15. Englar Alheimsins - director: Friðrik Þór Friðriksson
16. Goya en Burdeos - director: Carlos Saura
17. Harry, un amic que us estima - director: Dominik Moll
18. Himalaya : L'Enfance d'un chef - director: Éric Valli
19. Iederen Beroemd! - director: Dominique Deruddere
20. Jaime - director: António-Pedro Vasconcelos
21. La lengua de las mariposas - dirigida per José Luis Cuerda
22. Svabda - director: Pavel Lungin
23. El gust dels altres - director: Agnès Jaoui
24. Lek - director: Jean van de Velde
25. Mayıs Sıkıntısı - director: Nuri Bilge Ceylan
26. Nadie conoce a nadie - director: Mateo Gil
27. Pan Tadeusz - director: Andrzej Wajda
28. Pane e tulipani - director: Silvio Soldini
29. Peppermint - director: Costas Kapakas
30. Preferisco il rumore del mare - director: Mimmo Calopresti
31. Ressources humaines - director: Laurent Cantet
32. Sånger från andra våningen dirigida per Roy Andersson
33. Seitsemän laulua tundralta dirigida per Anastasia Lapsui i Markku Lehmuskallio
34. Sonnenallee - director: Leander Haußmann
35. El final de l'idil·li dirigida per Neil Jordan
36. The House of Mirth dirigida per Terence Davies
37. Trolösa - director: Liv Ullmann
38. Tsatsiki, morsan och polisen - director: Ella Lemhagen
39. Werckmeister harmóniák - director: Béla Tarr
40. Wojaczek - dirigida per Lech Majewski

## Guanyadors i nominats
Els guanyadors estan en fons groc i en negreta.

### Millor pel·lícula europea
| Títol                           | Director(s)          | Productor(s)                          | País       |
| ------------------------------- | -------------------- | ------------------------------------- | ---------- |
| Dancer in the Dark              | Lars von Trier       | Vibeke Windeløv                       | Dinamarca  |
| Billy Elliot                    | Stephen Daldry       | Greg Brenman                          | Regne Unit |
| Chicken Run: Evasió a la granja | Peter Lord Nick Park | Peter Lord Nick Park David Sproxton   | Regne Unit |
| Harry, un amic que us estima    | Dominik Moll         | Michel Saint-Jean                     | França     |
| El gust dels altres             | Agnès Jaoui          | Charles Gassot Christian Bérard       | França     |
| Pane e tulipani                 | Silvio Soldini       | Daniele Maggioni                      | Itàlia     |
| Trolösa                         | Liv Ullmann          | Maria Curman Kaj Larsen Johan Mardell | Suècia     |

### Premi Fassbinder
| Títol               | Director(s)        | Productor(s)                                                      | País       |
| ------------------- | ------------------ | ----------------------------------------------------------------- | ---------- |
| Ressources humaines | Laurent Cantet     | Caroline Benjo Carole Scotta                                      | França     |
| 101 Reykjavík       | Baltasar Kormákur  | Ingvar Þórðarson Baltasar Kormákur                                | Islàndia   |
| Gangster No. 1      | Paul McGuigan      | Norma Heyman Jonathan Cavendish                                   | Regne Unit |
| Kennedy et moi      | Sam Karmann        | Raphaël Berdugo Jean-Claude Bourlat Christian Bérard Edouard Weil | França     |
| Nordrand            | Barbara Albert     | Erich Lackner                                                     | Àustria    |
| Some Voices         | Simon Cellan Jones | Damian Jones Graham Broadbent                                     | Regne Unit |
| Tillsammans         | Lukas Moodysson    | Lars Jönsson                                                      | Suècia     |
| Tuvalu              | Veit Helmer        | Vladimir Andreev                                                  | Alemanya   |
| Vergiss Amerika     | Vanessa Jopp       | Katja De Bock Alena Rimbach Herbert Rimbach                       | Alemanya   |

### Millor actriu europea
| Receptor(s)    | Títol                     |
| -------------- | ------------------------- |
| Björk          | Dancer in the Dark        |
| Bibiana Beglau | Die Stille nach dem Schuß |
| Lena Endre     | Trolösa                   |
| Sylvie Testud  | La captive                |
| Julie Walters  | Billy Elliot              |

### Millor actor europeu
| Receptor(s)              | Títol                        |
| ------------------------ | ---------------------------- |
| Sergi López              | Harry, un amic que us estima |
| Jamie Bell               | Billy Elliot                 |
| Bruno Ganz               | Pane e tulipani              |
| Ingvar Eggert Sigurðsson | Englar alheimsins            |
| Krzysztof Siwczyk        | Wojaczek                     |
| Stellan Skarsgård        | Aberdeen                     |

### Millor guió europeu
| Receptor(s)                                       | Títol                        |
| ------------------------------------------------- | ---------------------------- |
| Agnès Jaoui · Jean-Pierre Bacri                   | El gust dels altres          |
| Rafael Azcona                                     | La lengua de las mariposas   |
| Irakli Kvirikadze · Maria Zvereva · Nana Jorjadze | Otsdashvidi dakarguli kotsna |
| Wolfgang Kohlhaase                                | Die Stille nach dem Schuss   |
| Doriana Leondeff · Silvio Soldini                 | Pane e tulipani              |
| Dominik Moll · Gilles Marchand                    | Harry, un amic que us estima |

### Millor fotografia
| Receptor(s)                        | Títol                          |
| ---------------------------------- | ------------------------------ |
| Vittorio Storaro                   | Goya en Burdeos                |
| Aleksandr Burov                    | Svadba                         |
| Éric Guichard · Jean-Paul Meurisse | Himalaya - l'enfance d'un chef |
| Agnès Godard                       | Beau travail                   |
| Edgar Moura                        | Jaime                          |
| Iuri Klimenko                      | Barak                          |

### Millor documental - Prix arte
| Títol                       | Director(s)                      | País                |
| --------------------------- | -------------------------------- | ------------------- |
| Les glaneurs et la glaneuse | Agnès Varda                      | França              |
| Calle 54                    | Fernando Trueba                  | Espanya             |
| Goulag                      | Hélène Châtelain Iosif Pasternak | França              |
| Heimspiel                   | Pepe Danquart                    | Alemanya            |
| One Day in September        | Kevin Macdonald                  | Regne Unit / Suïssa |
| Ouvrières du monde          | Marie-France Collard             | Bèlgica             |

### Millor curtmetratge
| Títol                            | Director(s)      | País          |
| -------------------------------- | ---------------- | ------------- |
| A mi gólyánk                     | Lívia Gyarmathy  | Hongria       |
| De zone                          | Ben van Lieshout | Països Baixos |
| Ferment                          | Tim MacMillan    | Regne Unit    |
| I nie opuszczę cię aż do śmierci | Maciej Adamek    | Polònia       |
| Kovat miehet                     | Maarit Lalli     | Finlàndia     |

### Millor pel·lícula no europea
| Títol                      | Director          | Productor                                 | País            |
| -------------------------- | ----------------- | ----------------------------------------- | --------------- |
| Desitjant estimar          | Wong Kar-Wai      | Wong Kar-Wai                              | Hong Kong       |
| Gladiator                  | Ridley Scott      | Douglas Wick David Franzoni Branko Lustig | Estats Units    |
| Tigre i drac               | Ang Lee           | Bill Kong Hsu Li-kong Ang Lee             | R.P. de la Xina |
| Erin Brockovich            | Steven Soderbergh | Danny DeVito Michael Shamberg Stacey Sher | Estats Units    |
| Yi Yi                      | Edward Yang       | Shinya Kawai                              | Taiwan / Japó   |
| O Brother, Where Art Thou? | Joel Coen         | Ethan Coen                                | Estats Units    |

### Premis del Públic
Els guanyadors dels Premis Jameson Escollit pel Públic van ser escollits per votació en línia.

#### Millor director
| Receptor(s)    | Títol              |
| -------------- | ------------------ |
| Lars von Trier | Dancer in the Dark |

#### Millor actor
| Receptor(s)              | Títol             |
| ------------------------ | ----------------- |
| Ingvar Eggert Sigurðsson | Englar alheimsins |

#### Millor actriu
| Receptor(s) | Títol              |
| ----------- | ------------------ |
| Björk       | Dancer in the Dark |

### Premi FIPRESCI
- Mayıs Sıkıntısı de Nuri Bilge Ceylan

### Premi del mèrit europeu al Cinema Mundial
- Jean Reno
- Roberto Benigni

### Premi a la carrera
- Richard Harris

## Galeria

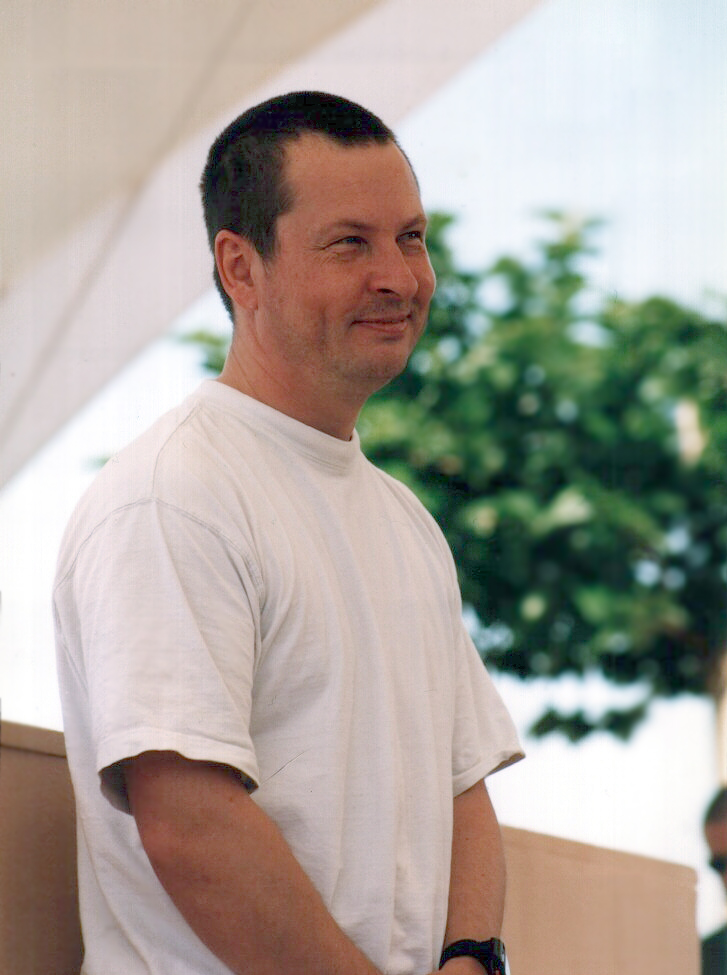
Lars Von Trier (millor pel·lícula)
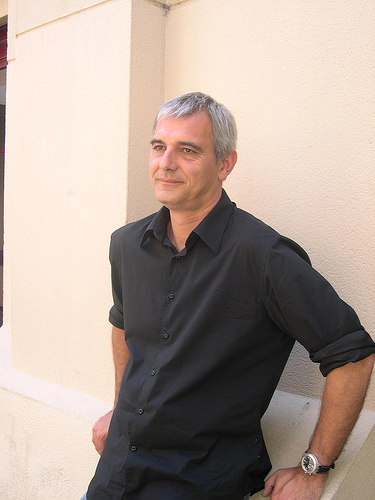
Laurent Cantet (premi Fassbinder)
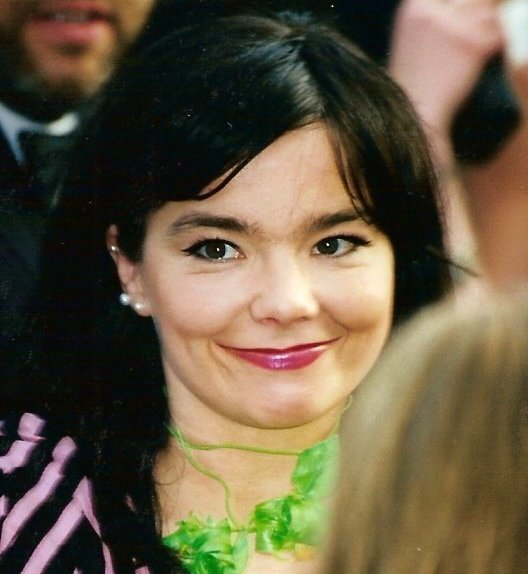
Björk (millor actriu)
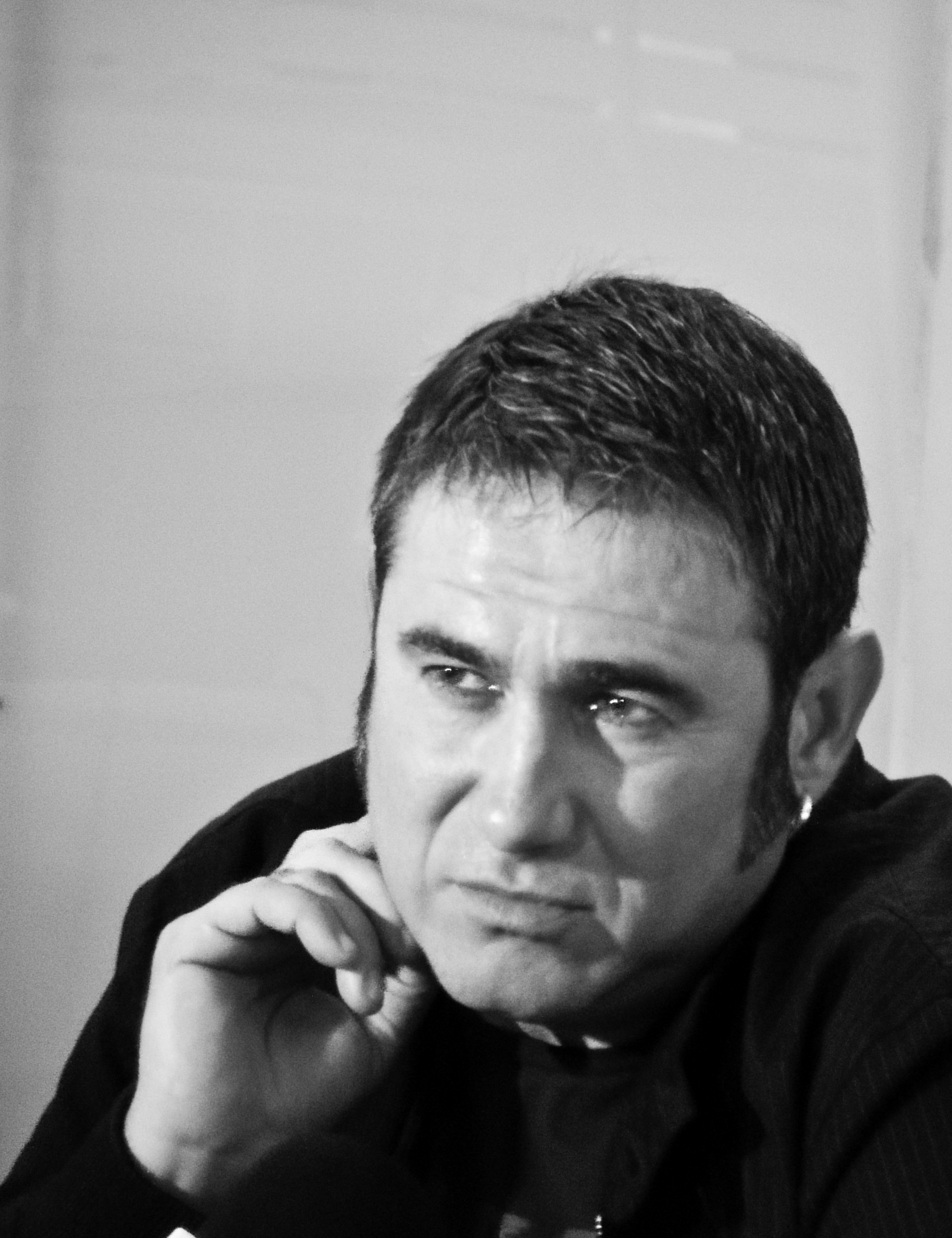
Sergi López (millor actor)
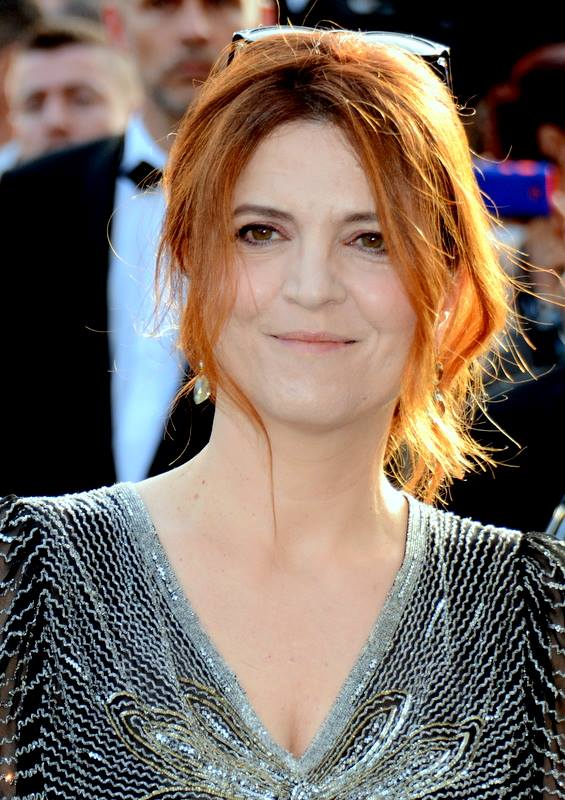
Agnès Jaoui (millor guió)
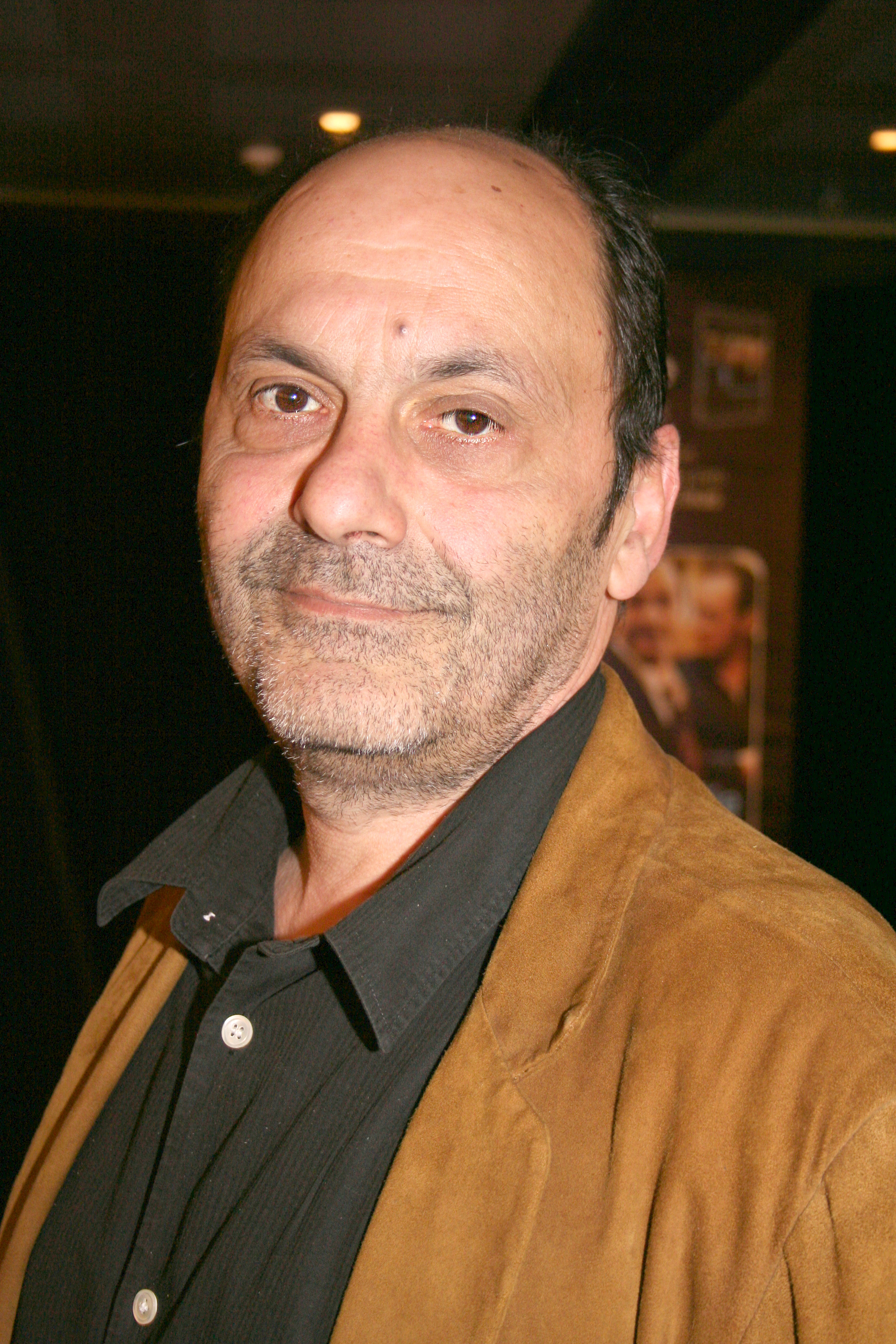
Jean- Pierre Bacri (millor guió)
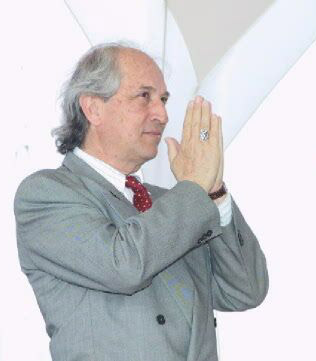
Vittorio Storaro (millor fotografia)
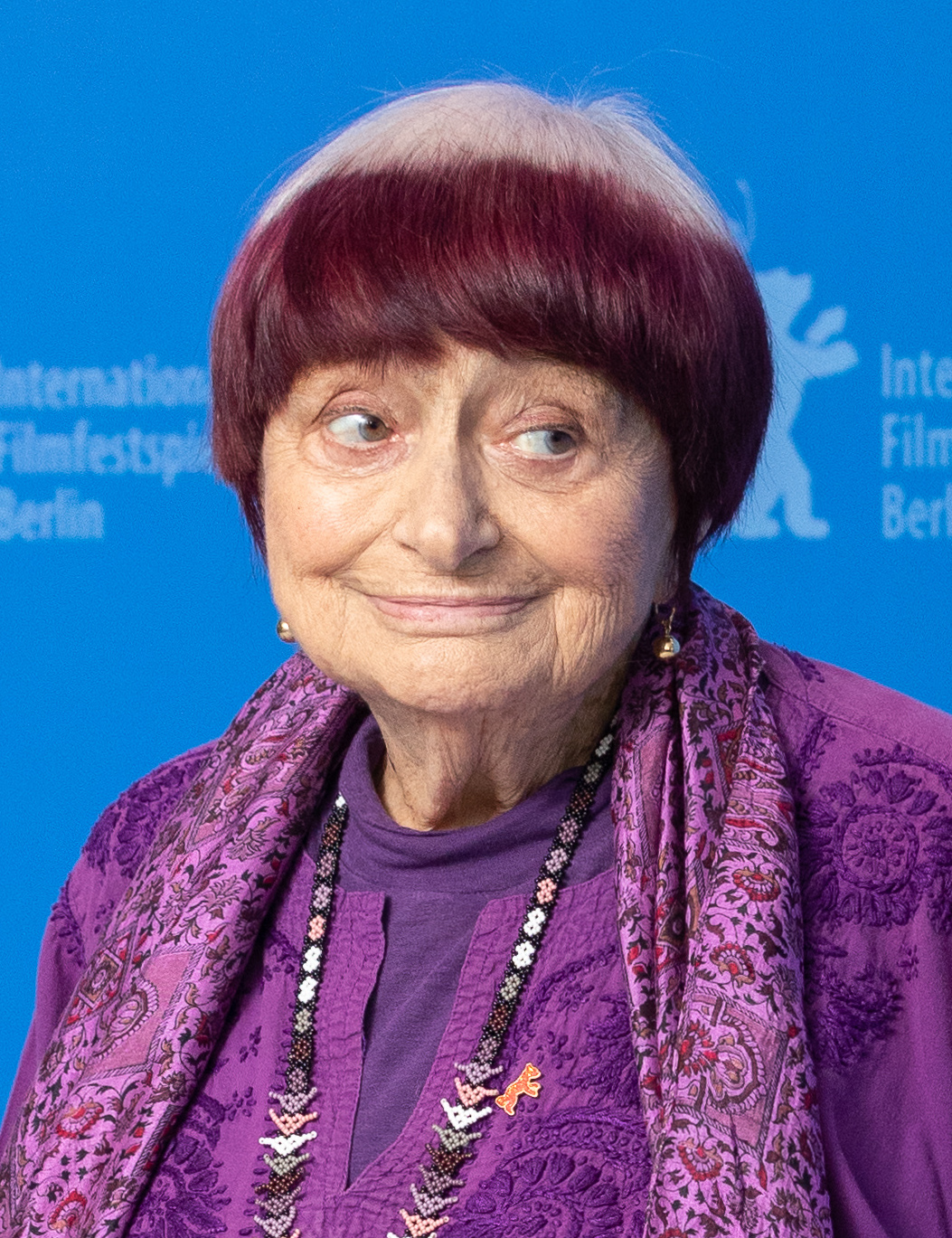
Agnès Varda (millor documental)
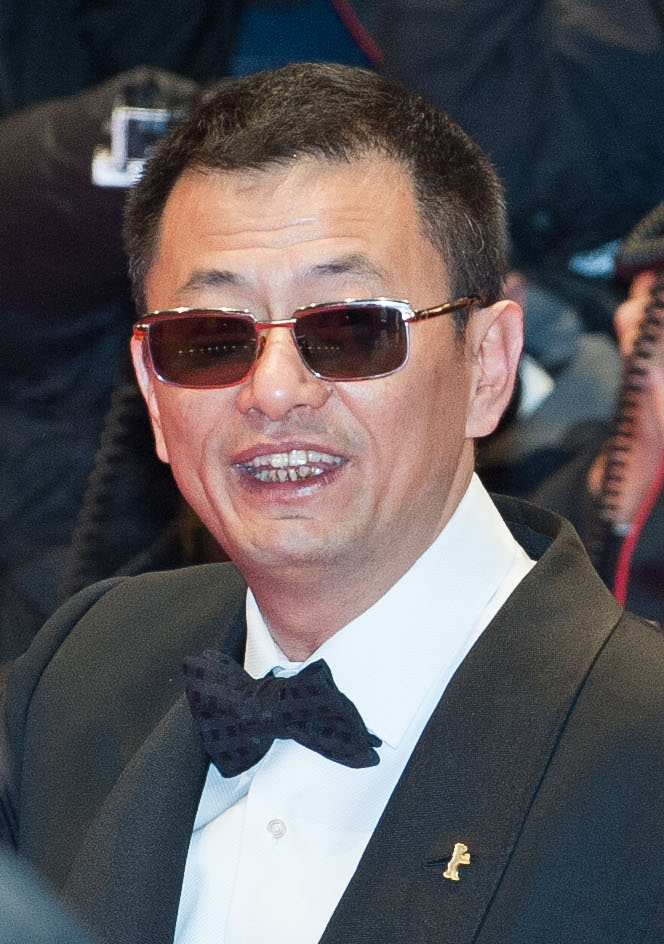
Wong Kar-wai (millor pel·lícula no europea)
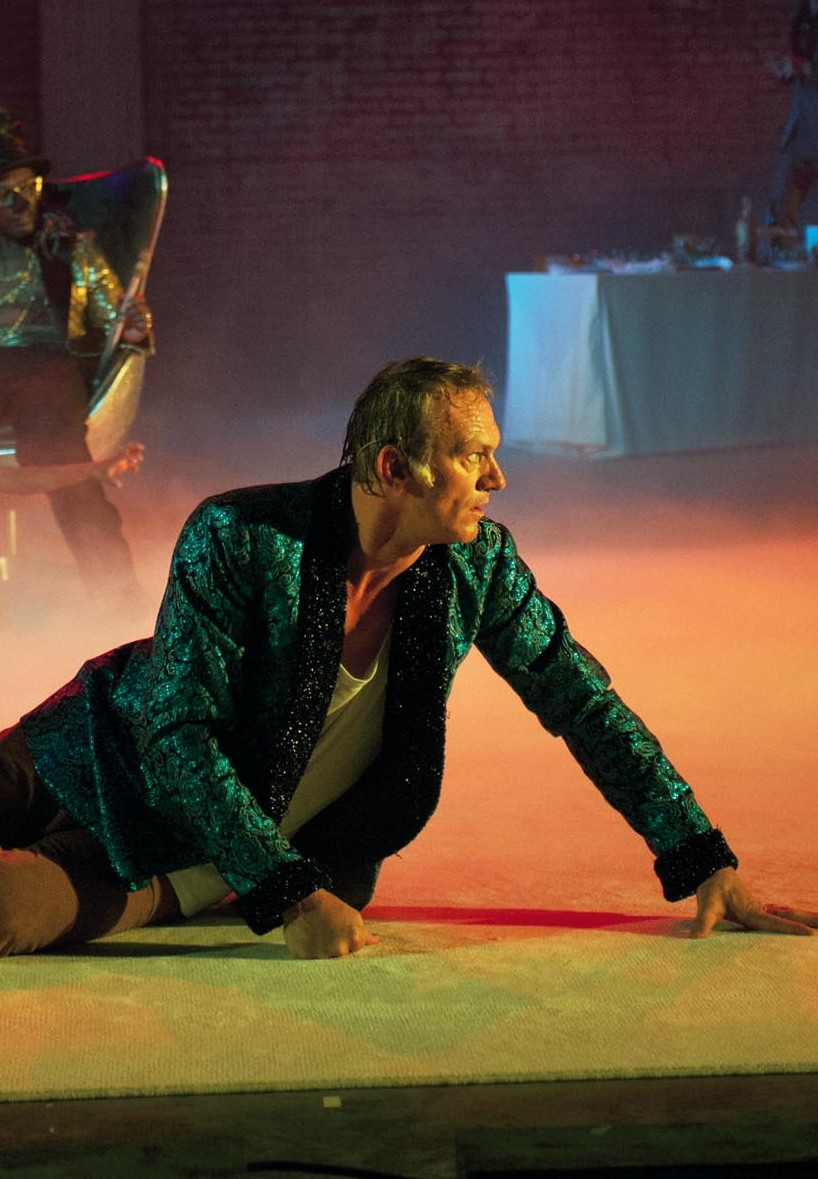
Ingvar Eggert Sigurðsson (millor actor del públic)
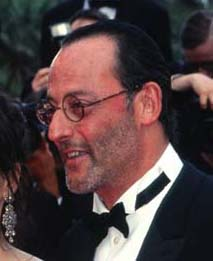
Jean Reno, premi al mèrit europeu
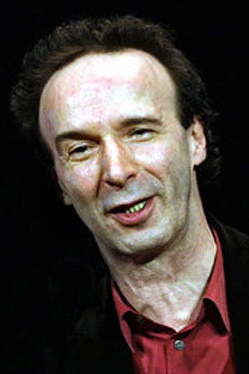
Roberto Benigni, premi al mèrit europeu
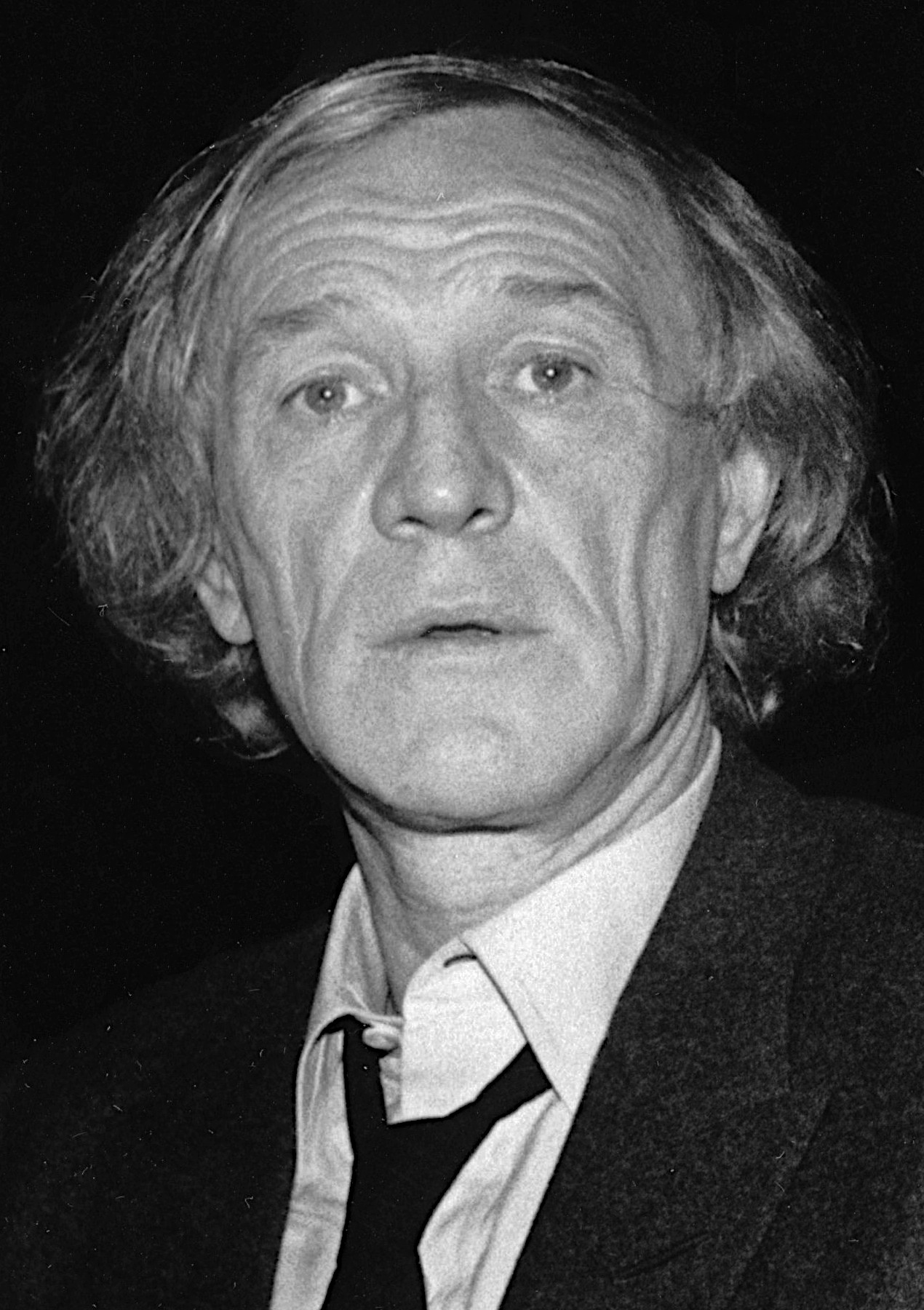
Richard Harris, premi a la trajectòria